# Gunther Trübswasser

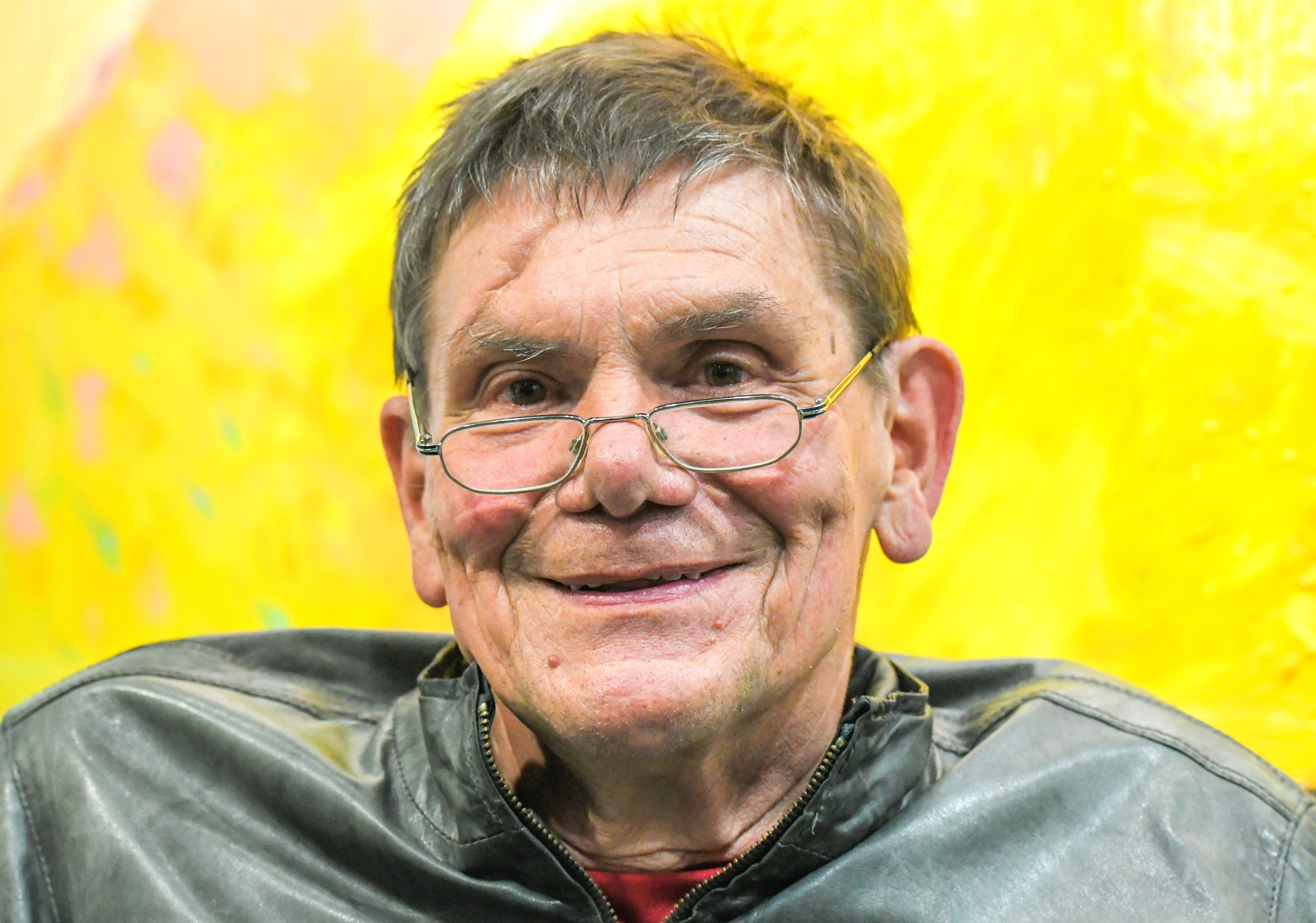
Gunther Trübswasser (2018)

Gunther Trübswasser (* 19. Juli 1944 in Brno) ist ein ehemaliger oberösterreichischer Politiker (Grüne). Er war von 1997 bis 2009 Abgeordneter zum Oberösterreichischen Landtag und war von 2003 bis 2007 Klubobmann im Landtag. Trübswasser ist verheiratet.
Gunther Trübswasser besuchte von 1955 bis 1963 das Bundesrealgymnasium Linz Fadingerstraße und war bis 1997 Landesbediensteter am Amt der Oberösterreichischen Landesregierung, Abteilung Landesbaudirektion, in Linz. Zudem gab Trübswasser zwischen 1969 und 1980 ein Blues- und Jazzmagazin heraus und war Mitherausgeber der Zeitschrift „LOS“. Von 1992 bis 1995 war er Mitglied im Team der „Werkstätte ArbeiterInnenbildung“. Seit 2005 ist Trübswasser Vorsitzender des Projekts „Markierungen“ (Gespräche zur kulturellen Vielfalt). Er ist zudem Mitglied der IG Autorinnen Autoren.
Gunther Trübswasser ist seit 1991 bei den Grünen aktiv und war vom 31. Oktober 1997 bis 22. Oktober 2009 Abgeordneter zum Landtag. Zwischen dem 23. Oktober 2003 und dem 1. Februar 2007 war er zudem Klubobmann der Grünen im Oberösterreichischen Landtag und bis 2009 Mitglied des Landesvorstands der Grünen.
Von 2009 bis 2021 war Trübswasser Vorstandsvorsitzender von SOS-Menschenrechte Österreich.